# Левинзон, Рина Семёновна
Рина Семёновна Левинзон (18 октября 1939, Москва — 7 июля 2022, Израиль) — русская поэтесса.

## Биография
Вместе с семьёй переехала на Урал. В Свердловске окончила школу, затем — Институт иностранных языков при Уральском пединституте (1963).
Работала преподавателем английского языка в школе. Первые стихи опубликованы в 1962 году. С тех пор печаталась в свердловских газетах. журналах «Урал», «Уральский следопыт», в литературно-художественном альманахе «Подснежник».
В 1976 году репатриировалась в Израиль, жила в Иерусалиме. Печаталась в «Новом журнале» (США) и других изданиях.
Рина Левинзон — автор многих поэтических книг. Её стихи переведены на иврит, английский, немецкий, арабский, нидерландский языки. Писала также на иврите и арабском языке. Член Союза Писателей Израиля, член ПЕН-клуба.
В поэзии, отмеченной музыкальностью, — философские вопросы, религиозные мотивы, тема страдания. На иврит поэзию Левинзон переводил К. А. Бертини.
Левинзон — автор философской лирики. Её стихи имеют религиозную основу, в них соединяются высокая чувствительность к страданию и готовность примириться с тяжестью жизни. Левинзон понимает жизнь как процесс учения, одно из проявлений воли Божией. В своих ясных и музыкальных стихах Левинзон исходит из признания того, что страдание может быть также источником искусства и поэзии. Она говорит о духовном и телесном существовании человека, понимая, до какой трагической степени теперь определяющей является материя, но принципиально обращая свой взгляд на положительное начало.
Скончалась в Израиле 7 июля 2022 года.